# 山本秀教
山本 秀教（やまもと ひでたか、1972年9月3日 - ）は、三重県桑名市出身の日本の実業家。Nomouze-Group Japan株式会社の創業者・代表取締役社長。元総合格闘家。

バー「BUDOKAN」、「東京DOME」、「ARENA下北沢」、「Gijido」、「バッキンガム宮殿suzunari」、「Central Park」、「RADIO CITY下北沢」、「TOSHIMAEN」、「MEIMEI」、「GARDEN THEATER」、美容室「Kirowne」（以上東京都世田谷区下北沢）、「酒里城」（代田橋沖縄タウン）、「central park」（東京都世田谷区代沢）、また「BUDOKAN金澤本店」（石川県金沢市尾張町）、「カレーバー シモキタザワ」「BAR下北澤」（沖縄県那覇市）を経営。

## 経歴
・2008年4月28日、「BUDOKAN」（ぶどうかん）を東京都下北沢で開業。 
・2012年4月4日、「東京DOME」、同年11月11日、「ARENA」をオープン。
・2014年7月7日、「Gijido」をオープン。
・2017年8月11日、「バッキンガム宮殿」をオープン。
・2018年7月5日、「酒里城」をオープン。
立ち退きを拒否しユンボに突っ込まれる。
現在は閉店
・2021年10月29日、「Central Park」をオープン。
・2022年11月29日、「BUDOKAN金澤本店」をオープン。
・2023年4月14日、「カレーバー シモキタザワ」をオープン。
・2023年5月26日、「RADIO CITY下北沢」をオープン。
・2023年10月13日、「BAR下北澤」をオープン。
・2023年10月31日、「TOSHIMAEN」をオープン。
・2023年12月1日、「MEIMEI」をオープン。
・2024年5月5日、「GARDEN THEATER」をオープン。

## エピソード

### 経歴について
・20代の頃には、音楽バンドや俳優業で活動。30歳半ばまで格闘家として活動しながら新聞拡張員のアルバイトをしていた。

### BUDOKANについて
・Nomouze-Group Japanの1店舗目となる「BUDOKAN」の開業当時、山本は飲食店経験がなかった。
・店名は当時、2010年ごろにスズナリ横丁が取り壊される予定と聞いたため、「気軽にバーを始めて名前もふざけて付けてしまった」と話している。

### Gijidoについて
・店名「ギジドー」の由来は国会議事堂。「ちょうどニュースで女性軽視ヤジ問題をやっていたため、ひらめいた」と話している。　

## メディア
・TOKYO DEEP SPOT 下北沢・鈴なり横丁 <後編>（DOVE LOVE TOKYO 2017年7月4日）
・飲食店経営者・山本秀教ものがたり。(前編)（Container 2019年1月28日）
・飲食店経営者・山本秀教ものがたり。(後編)（Container 2019年2月15日）
・下北沢は開発でどう変貌した？ 全長1.7km「下北線路街」がすごかった！(SUUMOジャーナル 2021年8月30日)
・再開発で｢脱･サブカルの街｣下北沢のいまを巡る(東洋経済ONLINE 2021年9月12日)
・下北沢ラジオ0_#21呑もうぜグループ社長 秀さん 前編(下北沢ラジオ0 2022年4月2日)
・下北沢ラジオ0_#21呑もうぜグループ社長 秀さん 後編 (下北沢ラジオ0 2022年4月2日)